# Siékoro (Ouo)
Pour les articles homonymes, voir Siékoro.
Siékoro est une commune rurale située dans le département de Ouo de la province de Comoé dans la région des Cascades au Burkina Faso.